# Cylindroclavulina
Cylindroclavulina es un género de foraminífero bentónico de la subfamilia Valvulininae, de la familia Valvulinidae, de la superfamilia Eggerelloidea, del suborden Textulariina y del orden Textulariida. Su especie tipo es Clavulina bradyi. Su rango cronoestratigráfico abarca desde el Oligoceno hasta la Actualidad.

## Discusión
Clasificaciones previas incluían Cylindroclavulina en la superfamilia Textularioidea.

## Clasificación
Cylindroclavulina incluye a las siguientes especies:
- Cylindroclavulina atlantica
- Cylindroclavulina bradyi
- Cylindroclavulina colomi
- Cylindroclavulina elongata
- Cylindroclavulina ovata